# 1548 Паломаа
1548 Паломаа (1548 Palomaa) — астероїд головного поясу, відкритий 26 березня 1935 року.
Тіссеранів параметр щодо Юпітера — 3,266.
Названо на честь фінського вченого—хіміка Матті Герман Паломаа (фін. Matti Herman Palomaa; 1871 — 1947).